# Marie Madeleine Seebold Molinary
Pour les articles homonymes, voir Seebold et Molinary.
 (décembre 2019).
Si vous disposez d'ouvrages ou d'articles de référence ou si vous connaissez des sites web de qualité traitant du thème abordé ici, merci de compléter l'article en donnant les références utiles à sa vérifiabilité et en les liant à la section « Notes et références ».
Marie Madeleine Seebold Molinary, née Marie Madeleine Seebold le 13 août 1866 à La Nouvelle-Orléans en Louisiane aux États-Unis et morte le 19 août 1948 dans la même ville, est une peintre américaine, connue pour ses natures mortes et ses paysages.

## Biographie
Marie Madeleine Seebold naît à La Nouvelle-Orléans dans l'État de la Louisiane en 1866. Elle est la fille de Frederic William Seebold, un collectionneur, marchand d'art et figure locale de la vie artistique de la ville, et est encouragée à étudier dans cette direction. Elle commence sa formation artistique auprès des peintres locaux George David Coulon (en), Paul E. Poincy (en) et Anders Wikström puis part à New York étudier auprès du peintre William Merritt Chase. Elle fréquente ensuite l'École de l'Art Institute of Chicago et la School of Applied Art de Philadelphie. Elle apprend enfin l'art de la restauration de tableaux auprès du peintre Andres Molinary (en).
Au cours de sa carrière, elle se spécialise dans la réalisation de natures mortes et de paysages, peignant également des portraits. Elle participe notamment à l'International Cotton Exposition (en) d'Atlanta en 1881, à la World Cotton Centennial et à sa sœur la North Central & South American Exposition de La Nouvelle-Orléans en 1885 et 1886, à la Cotton Palace (en) de Waco en 1889, à l'exposition universelle de Chicago en 1893 et à la Tennessee Centennial and International Exposition (en) de Nashville en 1897. Membre de la Artists’ Association of New Orleans, dont elle remporte le premier prix en 1914, et de la Southern States Art League (en), elle expose ces œuvres lors d'expositions tenues par ces clubs ou dans celles de la Arts and Crafts Club de La Nouvelle-Orléans.
En 1915, elle épouse sur son lit de mort son mentor le peintre Andres Molinary. En parallèle à sa carrière de peintre elle travaille ensuite comme professeur pour le Delgado Museum of Art de la ville, comme graphiste, produisant des invitations, des programmes et des décors pour certaines des organisations du carnaval de La Nouvelle-Orléans, et comme restauratrice de tableaux. Elle cesse de peindre au début des années 1940 et meurt en 1948 dans sa ville natale. Elle est enterrée au cimetière de Metairie.
Ces œuvres sont notamment visibles ou conservées au Ogden Museum of Southern Art de La Nouvelle-Orléans.

## Œuvres

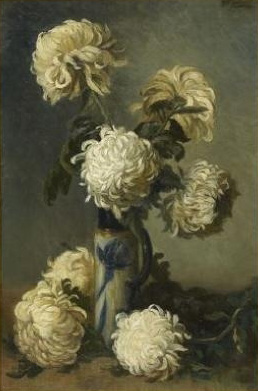
Chrysanthemums, sans date
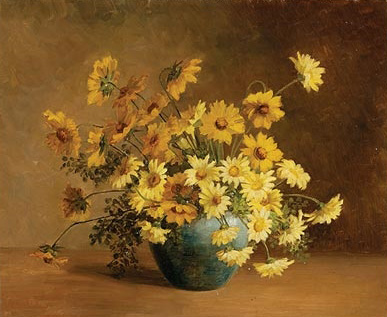
Black‑Eyed Susans in Green Art Pottery Vase, sans date
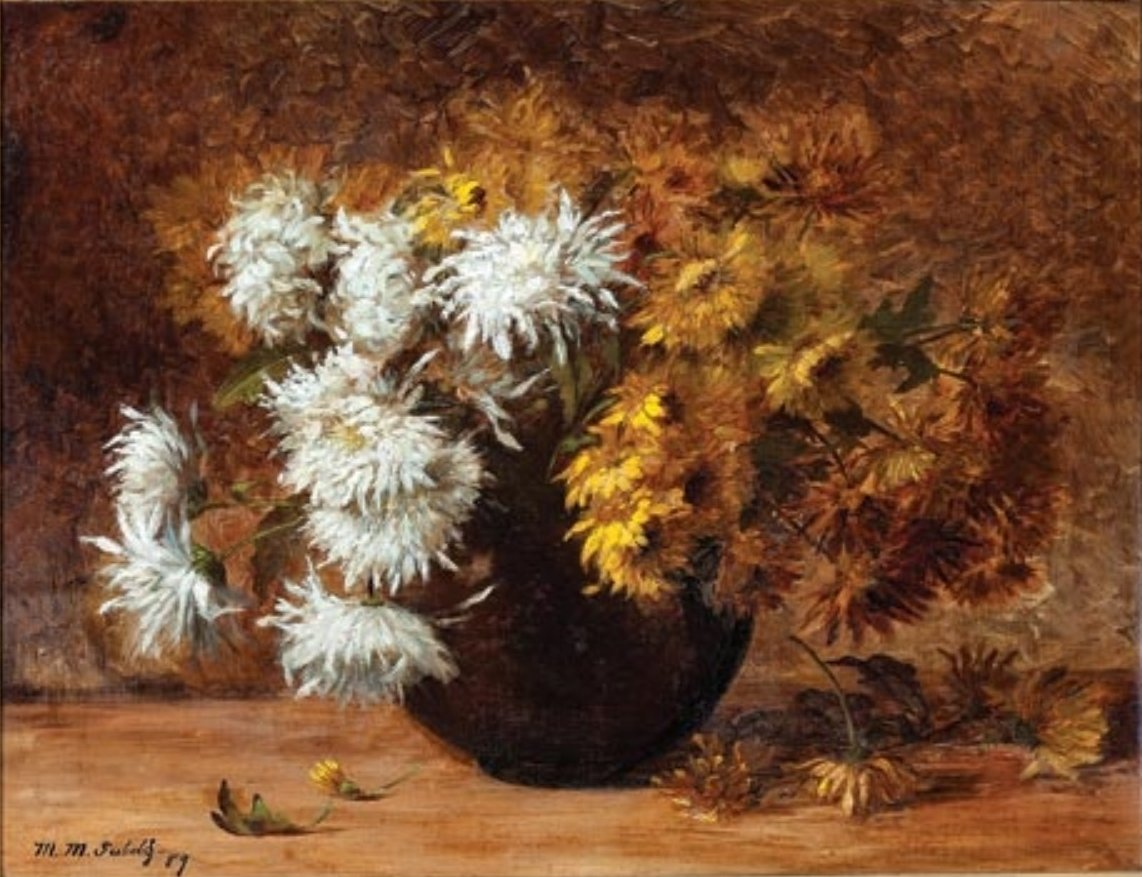
Still Life of Chrysanthemums in Vase , 1889
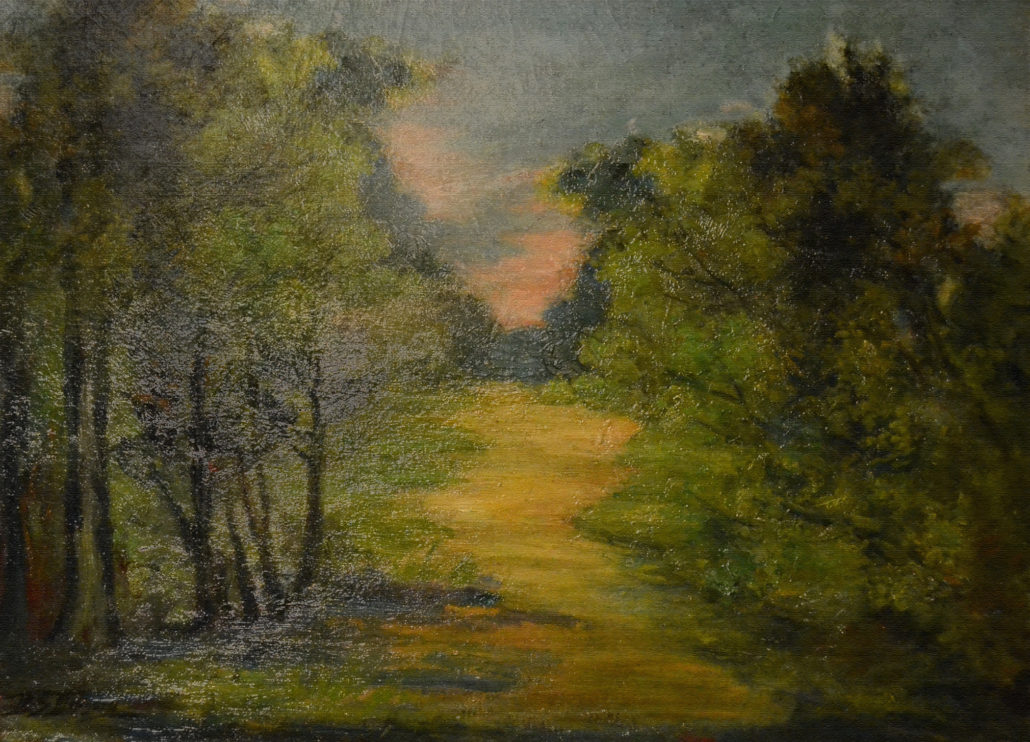
St. Tammany Landscape, sans date